# Disolución de las Antillas Neerlandesas

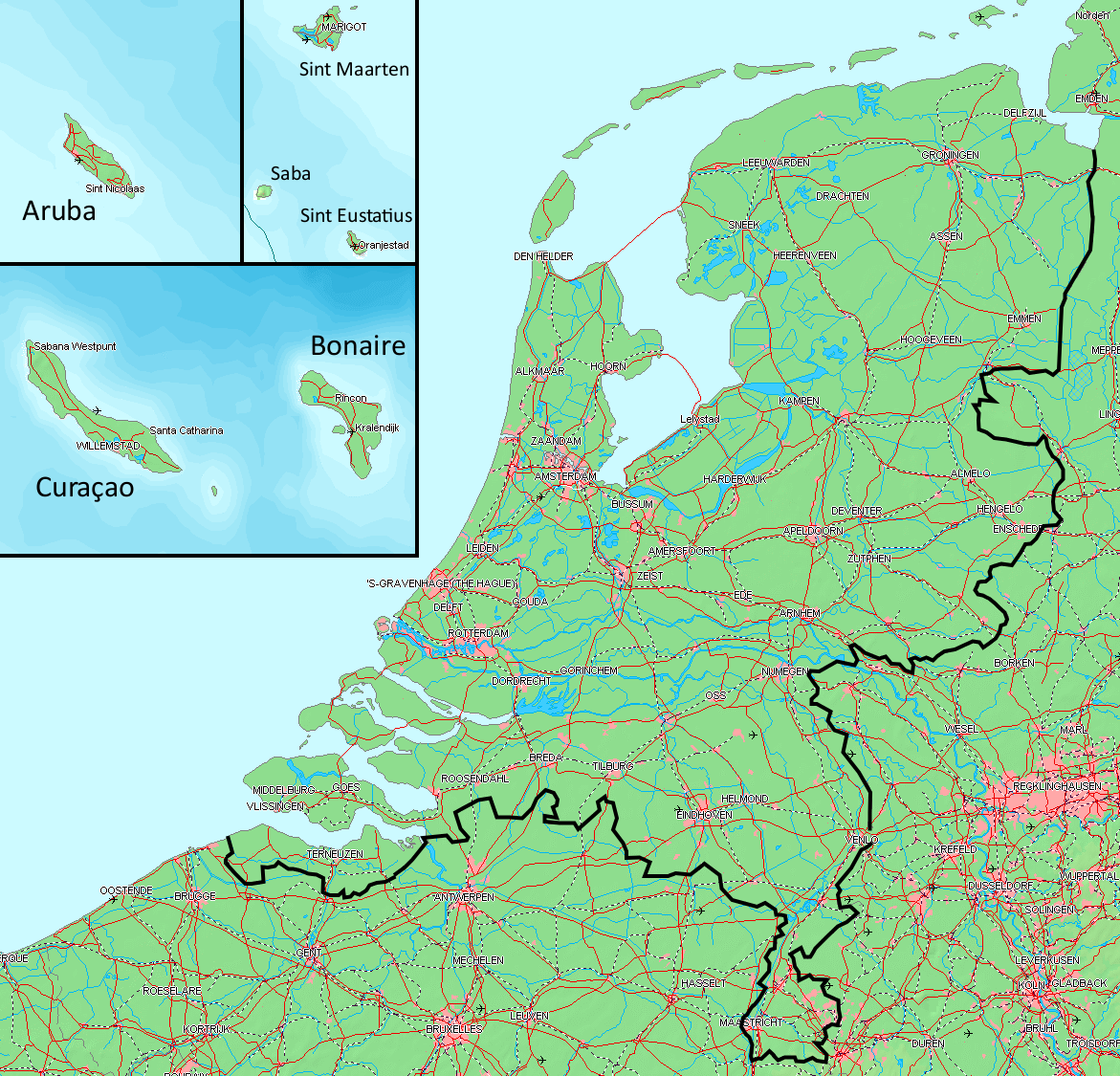
Mapa del Reino de los Países Bajos. Los Países Bajos y las islas del Caribe están a la misma escala.

La disolución de las Antillas Neerlandesas (también conocidas erróneamente como Antillas Holandesas) fue la parte esencial del proceso de refundación de la estructura del Reino de los Países Bajos. La disolución de este conjunto de islas diseminadas en el mar Caribe, que fueron un territorio autónomo de los Países Bajos, estaba planeada para el año 2008, sin embargo fue aplazada hasta el 10 de octubre de 2010, cuando se hizo efectiva la disolución. 
Tras la desaparición de las Antillas Neerlandesas, la isla de Curazao y el territorio de San Martín (la parte neerlandesa de la isla de San Martín) se convirtieron en naciones constituyentes del Reino de los Países Bajos, mientras que las islas de Saba, Sint Eustatius y Bonaire pasaron a ser municipios especiales de dicho país.

## Historia
La idea de dividir las Antillas Neerlandesas no gozó de pleno apoyo de todas las islas y las relaciones políticas entre las islas fueron a menudo tensas. Después de una larga lucha, Aruba se separó de las Antillas Neerlandesas en 1986, y formó su propio Estado dentro del Reino de los Países Bajos. El deseo de secesión también ha sido fuerte en Sint Maarten. En 2004 una comisión de los gobiernos de las Antillas Neerlandesas y los Países Bajos informó acerca de un futuro estatuto de las Antillas Neerlandesas. La comisión recomendó una revisión del Estatuto del Reino de los Países Bajos para la disolución de las Antillas Neerlandesas.
Entre 2000 y 2005 se celebraron referendos en todas las islas de las Antillas Neerlandesas para determinar el futuro de estas. El 22 de junio de 2000, el 68,9% de los votantes de Sint Maarten votó a favor de un Estatus Aparte (al igual que Aruba tiene hoy en día). 
El 10 de septiembre de 2004, Bonaire votó a favor de vínculos más estrechos con los Países Bajos. Esta opción recibió el 59,0% de los votos, mientras que el Estatus Aparte recibió el 24,1%. La opción de mantenerse dentro de las Antillas Neerlandesas tuvo el 15,9% de los votos, la independencia tuvo menos del uno por ciento. 
El 5 de noviembre de 2004, el 86,05% de la población en Saba también votó a favor de unos vínculos más estrechos con los Países Bajos; La opción de mantenerse dentro de las Antillas Neerlandesas obtuvo el 13,18% de los votos. La independencia recibió menos del uno por ciento de los votos. 
El 8 de abril de 2005, el 68% de las personas en Curazao votaron por el Estatus Aparte. La propuesta de vínculos más estrechos con los Países Bajos tuvo el 23% y la independencia recibió el 5% de la votación. 
El mismo día, el 76% de los votantes de San Eustaquio votó a favor de permanecer dentro de las Antillas Neerlandesas. 20% votó a favor de vínculos más estrechos con los Países Bajos y uno por ciento votó por la independencia.
| Isla          | Votación por vínculos más estrechos con los Países Bajos | Votación para permanecer dentro de las Antillas Neerlandesas | Votación para Estatus aparte | Votación para independencia |
| ------------- | -------------------------------------------------------- | ------------------------------------------------------------ | ---------------------------- | --------------------------- |
| San Martín    | -                                                        | -                                                            | 68,9%                        | -                           |
| Bonaire       | 59,0%                                                    | 15,9%                                                        | 24,1%                        | <1%                         |
| Saba          | 86,05%                                                   | 13,18%                                                       | -                            | <1%                         |
| Curaçao       | 23%                                                      | -                                                            | 68%                          | 5%                          |
| San Eustaquio | 20%                                                      | 76%                                                          | -                            | 1%                          |

## Curazao y San Martín
El 10 de octubre de 2010 se establecieron dos nuevos países constituyentes que se mantienen en el Reino de los Países Bajos: Curazao y Sint Maarten, en la misma línea que lo hiciese Aruba en 1986. Cada estado autónomo tendrá su propio parlamento, primer ministro y sus propias instituciones.

## Bonaire, Saba y San Eustaquio
Bonaire, Saba y San Eustaquio se convirtieron en una parte de los Países Bajos como los municipios (Bijzonderegemeente), una forma de "organismo público" (Openbaar lichaam), como se indica en el artículo 134 de la Constitución neerlandesa. Originalmente el término utilizado para Bonaire, Saba y San Eustaquio describe su asociación con los Países Bajos como "Islas del Reino" (Koninkrijkseilanden). La provincia neerlandesa de Holanda del Norte ha ofrecido a los tres nuevos municipios formar parte oficialmente de la provincia.
Estos municipios se convertirán en municipios ordinarios como la mayoría de municipios neerlandeses (que tendrán un alcalde, concejales y un consejo municipal, por ejemplo) y tendrán que introducir la mayoría de la legislación neerlandesa. Los residentes de estas tres islas también podrán votar en las elecciones nacionales de los Países Bajos y las elecciones europeas. Hay, sin embargo, algunas excepciones para estas islas. La seguridad social, por ejemplo, no estará al mismo nivel que en Países Bajos, y las islas no están obligadas a introducir el euro; deben mantener el florín antillano a espera de nuevas negociaciones. Además, se desconoce si la prostitución y el matrimonio del mismo sexo serán legales en estas islas, como lo son en el territorio continental de los Países Bajos.
Las tres islas también tendrán que incluir y consultar al Ministerio de Relaciones Exteriores antes de poder hacer acuerdos con los países de la región. Además, los municipios especiales estarán representados en el Gobierno del Reino de los Países Bajos, ya que pueden votar por el parlamento neerlandés.

## Corte común
Los cinco territorios de las islas también pueden seguir manteniendo el Tribunal Común de Justicia de Aruba y las Antillas Neerlandesas (ahora renombrado a Corte Conjunta de Justicia de Aruba, Curazao, Sint Maarten y el Caribe Neerlandés).

## Situación dentro de la Unión Europea
El Reino de los Países Bajos es miembro de la Unión Europea. Sin embargo, las Antillas Neerlandesas y Aruba, una parte autónoma del Reino, no se consideran parte de la UE, sino que tienen la condición de países y territorios de ultramar (PTU). Dado que la ciudadanía es manejada por el reino, y no distingue entre los tres países, los ciudadanos de los tres países son también ciudadanos de la Unión Europea.
Bonaire, Saba y San Eustaquio se convertirán en parte de los Países Bajos y, por tanto, de la Unión Europea, pudiendo votar en las elecciones europeas. Sin embargo, no estarán obligados a adherirse al euro, y estarán exentos de las leyes de la Unión Europea, debido a su distancia, ya que las islas están en ultramar.
Países Bajos ha propuesto que el Tratado de Lisboa permita a las Antillas Neerlandesas y Aruba optar por la condición de región lejana (OMR), también llamada Región Ultra-Periférica (RUP), si así lo desean.